# Martin Jente
Martin Erich Bernhard Jente (Görlitz, 6 januari 1909 - Wiesbaden, 14 februari 1996) was een Duitse journalist, acteur en tv-producent.

## Voorgeschiedenis
Martin Jente was de zoon van een architect. Hij voltooide na het eindexamen een opleiding tot commercieel medewerker. Hij bezocht de theaterschool in Berlijn onder leiding van Leopold Jessner, die was gevestigd in de Hochschule für Musik. Ook nam hij privé-onderricht bij Ernst Legal. Vanaf 1931 was hij werkzaam aan het Deutsches Theater Berlin. Van 1931 tot 1938 trad hij op als spreker bij de Funk-Stunde Berlin (vanaf 1934 Reichssender Berlin). In 1933 werd Jente lid van de SS. In april 1935 bevorderde hij tot SS-Oberscharführer, in 1936 volgde een verdere bevordering tot SS-Hauptscharführer. Hij was ook lid van de NSDAP. Van 1939 tot 1945 ging hij in dienst bij de Kriegsmarine.

## Carrière
In 1945 richtte hij het cabaret Die Hinterbliebenen op in Bad Reichenhall, waar hij verbleef tot 1949. Later was hij actief als journalist bij de Hessischer Rundfunk en schreef artikels voor de Frankfurter Neue Presse. Van 1956 tot 1970 was hij tv-producent voor de Hessischer Rundfunk in meer dan 500 amusementsprogramma's, waaronder Einer wird gewinnen, Zum Blauen Bock en Ein Platz für Tiere.
Jente trad ook zelf op als de butler 'Herr Martin' in de show Einer wird gewinnen met Hans-Joachim Kulenkampff. Legendarisch was het ritueel aan het eind van de uitzending, wanneer hij in smoking de mantel, hoed, sjaal en paraplu aan quizmaster Kulenkampff aanreikte en de uitzending beëindigde met een ironische spitsvondige aanmerking ten aanzien van Kulenkampff. Daarna werkte hij als komiek bij de Hamburgse Kleine Komödie, het Bernhard-Theater in Zürich en theater Die Komödie in Frankfurt am Main. Jente acteerde als filmacteur naast Heinz Erhardt in de film Unser Willy ist der Beste (1971). Hij publiceerde ook meerdere geluidsdragers, die in verbinding staan met zijn bekendheid als tv-butler.

## Privéleven en overlijden
Jente was getrouwd en vader van twee kinderen. Hij overleed op 14 februari 1996 op 86-jarige leeftijd in Wiesbaden.

## Filmografie
- 1966: Dr. Murkes gesammeltes Schweigen (tv-film)
- 1968: Komödien um Karin (tv-film)
- 1970: Die liebestollen Baronessen
- 1969: Dr. med. Fabian – Lachen ist die beste Medizin
- 1969: Rat mal, wer heut bei uns schläft
- 1970: Frei nach Mark Twain (tv-serie)
- 1970: Heintje – Einmal wird die Sonne wieder scheinen
- 1971: Hurra, wir sind mal wieder Junggesellen!
- 1971: Der Opernball (tv-film)
- 1971: Wir hau'n den Hauswirt in die Pfanne
- 1971: Unser Willi ist der Beste
- 1971: Hurra, bei uns geht's rund
- 1971: Glückspilze (tv-film)
- 1973: Unsere heile Welt (tv-film)
- 1973: Polizeistation – Die Umsteiger
- 1974–1975: Im Auftrag von Madame (26 afleveringen)
- 1983: Tatort: Blütenträume
- 1983–1992: Ein Fall für zwei (5 afleveringen)
- 1984: Das Glücksmädel (tv-film)

- Gemeinsame Normdatei: 1062407113
- International Standard Name Identifier: 0000 0004 4344 6379
- MusicBrainz: 6df61c3f-13c0-4501-8df2-6a618e92f743
- Virtual International Authority File: 311717055
- WorldCat: E39PBJktwcvtyHHXPwQGw3k4bd